# Xã Florissant, Quận St. Louis, Missouri
Xã Florissant (tiếng Anh: Florissant Township) là một xã thuộc quận St. Louis, tiểu bang Missouri, Hoa Kỳ. Năm 2010, dân số của xã này là 34.637 người.